# Dieckmann & Hansen

Fangstation von Dieckmann & Hansen in Astrachan am Kaspischen Meer (um 1910)

Dieckmann & Hansen ist ein Kaviar-Importgeschäft in Hamburg.

## Geschichte
Das Unternehmen „»Fischsalzerei en Gros« Dieckmann & Hansen“ wurde am 10. September 1869 von Küpermeister Johannes Dieckmann gemeinsam mit seinem Schwiegersohn Johannes C. F. Hansen gegründet. 1887 fand die erste Fischauktion in der St.-Pauli-Fischhalle statt. 1891 wurde ein Zweigbetrieb am Altonaer Fischmarkt eröffnet. Das Unternehmen wurde rasch erfolgreich und konnte ins Ausland expandieren. Im Jahre 1895 wurde eine eigene Fischerei- und Aufbereitungsbetrieb für Störe, Lachse und Rogen in Verche Tambovsk am Fluss Amur in Ost-Sibirien errichtet. 1902 folgte die Gründung einer eigenen Fischereistation in Astrachan an der Wolgamündung am für die Kaviarindustrie bedeutenden Kaspischen Meer. Von 1902 bis 1914 leitete Paul Reinbrecht die Station in Astrachan, wo er die Fischereimethoden dokumentierte und die Störe beschrieb. Auch in Westeuropa expandierte Dieckmann & Hansen: 1902 wurden Niederlassungen in Berlin, Wien, London und Stockholm durch die Enkel bzw. Söhne der Gründer Ferdinand, Johannes und Peter Hansen eröffnet. Im Jahre 1911 gründete Ferdinand Hansen die »Romanoff Caviar Company« in New York City.
Die Gesellschafter Johann Steffen Peter Hansen und Peter Hansen wurden auf Grund der hohen Qualität der Produkte zu k.u.k. Hoflieferanten ernannt.
Der Ausbruch des Ersten Weltkrieges unterbrachen die Handelsbeziehungen empfindlich. Die Fischereistation in Astrachan musste geschlossen werden. Erst nach Ende des Krieges konnten die Geschäftsbeziehungen wieder aufgenommen werden. Während des Zweiten Weltkrieges wurden 1943 die Betriebe in der Spaldingstraße und am Holländischen Brook durch Bomben zerstört und der Kaviarbestand vernichtet.
In den Nachkriegsjahren konnte 1954 das Geschäft unter der Leitung von Horst Gödecken wieder aufgenommen werden. 1967 wurden 50 Prozent der Anteile an die Hamburger „Caviar Im- und Export GmbH & Co. KG“ verkauft, um die Geschäfte besser zu organisieren. 1969 gab Horst Gödecken das Buch „Der Königliche Kaviar“ heraus.
Die nächsten Jahrzehnte erlebte das Unternehmen großes Wachstum, aber auch Veränderungen. 1969 wurden die „Romanoff Caviar Company“ und Dieckmann & Hansen von der Familie Hansen an den US-amerikanischen Lebensmittelkonzern Riviana Food Inc. verkauft. Die restlichen Anteile der „Caviar Im- und Export GmbH & Co. KG“ wurden von Dieckmann & Hansen übernommen. 1976 wurden die Anteile von Riviana an Colgate-Palmolive verkauft. 1981 übergab Horst Gödecken die Geschäftsleitung an die langjährige Mitarbeiterin Susanne Taylor. 1984 wurde Riviana durch die „Nordsee Deutsche Hochseefischerei GmbH“ übernommen. Im gleichen Jahr wurde die „Caviar Im- und Export GmbH“ in „Aquila“ umbenannt, 1991 wurde sie von der „Nordsee“ liquidiert. Am 1. Januar 1993 wurde von Dieckmann & Hansen GmbH durch Susanne Taylor und die Mabre-Gruppe übernommen. Ein Jahr später feierte das Unternehmen sein 125-jähriges Bestehen.
Mit dem Ende des Kalten Krieges und dem Entfallen des staatlichen Monopols in Russland setzten ein Schwarzhandel und Raubbau an den Störbeständen ein. Auf Grund der rasant schrumpfenden Bestände wurde im Jahre 1998 der Stör unter den Schutz des Washingtoner Artenschutzübereinkommen gesetzt. 1999 strich die Europäische Kommission die kasachische Kaviarproduktion von der Liste der zugelassenen Betriebe. Dieser Schritt bedeutet das vorläufige Ende für das Unternehmen: 2000 mussten alle Mitarbeiter entlassen werden, und das operative Geschäft wurde zum März des Jahres eingestellt. Eine früher eingereichte Klage beim Europäischen Gerichtshof gegen den Beschluss der Europäischen Kommission wurde letztlich abgewiesen.
2003 konnten die ehemaligen Mitarbeiter Werner Sager und Christian Zuther-Grauerholz die Kaufoption für die Firma Dieckmann & Hansen wahrnehmen und den Betrieb wieder aufnehmen.